# Facundo Jeréz
Facundo Jeréz (Buenos Aires, 26 de septiembre de 1995) es un baloncestista argentino que se desempeña como pívot en Huracán de Trelew del Torneo Pre-Federal Patagónico de Argentina.

## Trayectoria

### Comienzos
Comenzó su carrera de baloncestista en las divisiones formativas de Obras Sanitarias, jugando luego en Harrods Gath & Chaves y más tarde en Villa General Mitre.

### Ferro
En la temporada 2014/15 llega a Ferro para disputar el Torneo Nacional de Ascenso, siendo un relevo importante llega a disputar 34 partidos con solo 19 años y logra promediar 2 puntos por partido y 1 rebote por partido en 7,4 minutos por juego.
En la temporada 2015/16, disputa la Liga Nacional de Básquet con Ferro luego de renovar su ficha, siendo una pieza de relevo por las constantes lesiones y cortes que se dieron entre los jugadores perimetrales, principalmente la lesión de Cristian Amicucci que lo dejó siendo el único pívot natural del plantel.
También en la temporada 2015/16 se desarrolla la Liga de Desarrollo, sobre esto el entrenador Roberto Pavlotsky decía; "es una buena oportunidad para desarrollar los jugadores en competencia". En dicha competencia Facundo Jerez fue el pívot titular, siendo uno de los jugadores más importantes del plantel junto con Lucio Delfino, Nicolás Mayer y Martín Cuello.

### Clubes
| Club                         | País      | Año             |
| ---------------------------- | --------- | --------------- |
| Villa General Mitre          | Argentina | 2013 - 2014     |
| Ferro Carril Oeste           | Argentina | 2014 - 2016     |
| Unión (SF)                   | Argentina | 2016 - 2017     |
| Racing Club                  | Argentina | 2017 - 2018     |
| Gimnasia y Esgrima La Plata  | Argentina | 2019            |
| Ateneo Popular de Versailles | Argentina | 2019            |
| Ferrocarril Concordia        | Argentina | 2019 - 2020     |
| Independiente de Avellaneda  | Argentina | 2021            |
| Rivadavia                    | Argentina | 2021 - 2022     |
| Ciclista Juninense           | Argentina | 2022 - 2023     |
| CAN                          | Bolivia   | 2023            |
| Independiente BBC            | Argentina | 2023 - 2024     |
| CAN                          | Bolivia   | 2024            |
| Olimpia                      | Argentina | 2024            |
| Atlético Pilar               | Argentina | 2025            |
| Rosario Central              | Argentina | 2025            |
| Huracán de Trelew            | Argentina | 2025 - Presente |

## Estadísticas

### Totales
- Actualizado hasta el 06 de mayo de 2016.

| Club            | Temporada | Liga  | PJ | MIN | PTS | 2PM | 2PL | 3PM | 3PL | 1PM | 1PL | RO | RD | RT | ASI | ROB | BLO | FAL |
| --------------- | --------- | ----- | -- | --- | --- | --- | --- | --- | --- | --- | --- | -- | -- | -- | --- | --- | --- | --- |
| Ferro Argentina | 2014-2015 | TNA   | 34 | 251 | 68  | 26  | 55  | 0   | 1   | 16  | 27  | 14 | 17 | 31 | 6   | 7   | 2   | 52  |
| Ferro Argentina | 2015-2016 | LNB   | 33 | 184 | 36  | 17  | 37  | 0   | 1   | 2   | 8   | 6  | 15 | 21 | 4   | 1   | 3   | 41  |
| Ferro Argentina | Total     | Total | 67 | 435 | 104 | 43  | 92  | 0   | 2   | 18  | 36  | 20 | 32 | 52 | 10  | 8   | 5   | 93  |
| Total           | Total     | Total | 67 | 435 | 104 | 43  | 92  | 0   | 2   | 18  | 36  | 20 | 32 | 52 | 10  | 8   | 5   | 93  |

### Promedio
- Actualizado hasta el 06 de mayo de 2016.

| Club            | Temporada | Liga  | PJ | MPP | PPP | 2P% | 3P% | 1P% | RO  | RD  | RT  | ASI | ROB | BLO | FAL |
| --------------- | --------- | ----- | -- | --- | --- | --- | --- | --- | --- | --- | --- | --- | --- | --- | --- |
| Ferro Argentina | 2014-2015 | TNA   | 34 | 7,4 | 2,0 | 47% | 0%  | 59% | 0,4 | 0,5 | 0,9 | 0,2 | 0,2 | 0,1 | 1,5 |
| Ferro Argentina | 2015-2016 | LNB   | 33 | 5,6 | 1,1 | 45% | 0%  | 25% | 0,2 | 0,5 | 0,6 | 0,1 | 0   | 0,1 | 1,2 |
| Ferro Argentina | Total     | Total | 67 | 6,5 | 1,5 | 46% | 0%  | 50% | 0,3 | 0,4 | 0,7 | 0,1 | 0,1 | 0   | 1,3 |
| Total           | Total     | Total | 67 | 6,5 | 1,5 | 46% | 0%  | 50% | 0,3 | 0,4 | 0,7 | 0,1 | 0,1 | 0   | 1,3 |